# Michele Sindona
Michele Sindona, né à Patti le 8 mai 1920 et mort à Voghera le 22 mars 1986, est un avocat fiscaliste, banquier et criminel italien.

## Biographie
Michele Sindona crée sa holding Fasco AG, en 1950 au Liechtenstein. 
En octobre 1957, lors d'une réunion au Grand Hotel et des Palmes de Palerme entre les plus grands mafieux de la Cosa nostra, il devient le banquier de la mafia sicilienne, avec la responsabilité du blanchiment des revenus du trafic d'héroïne en s'appuyant sur sa holding. 
Il se lie au cardinal Giovanni Montini par le truchement du prince Massimo Spada, cadre de l’Institut pour les œuvres de religion (IOR), banque du Vatican. Devenu pape sous le nom de Paul VI, le cardinal Montini fait de Sindona son conseiller financier en 1969 et le nomme au conseil d'administration de l'IOR présidé par le cardinal Paul Marcinkus.  
Sa holding contrôle alors cinq banques et 125 sociétés dans 11 pays et il en fait profiter le Vatican lequel intercède pour que Sindona rachète plusieurs établissements de crédit, dont la Banca Unione et la Finabank de Genève. 
Il intègre la « Loge P2 », dirigée par Licio Gelli, fréquente les cercles du pouvoir, dont le président démocrate-chrétien Giulio Andreotti, et finance la campagne présidentielle de Richard Nixon en 1972.
Poursuivi pour banqueroute frauduleuse, il fuit l'Italie en 1974. La faillite de la Franklin National Bank à New York entraîne son arrestation en 1979 aux États-Unis où il est inculpé sous 78 chefs d’accusation de fraude, détournement de fonds et de faux témoignage, et condamné à 25 ans de prison. Il est extradé en 1984 vers l’Italie, où l'enquête du juge Ferdinando Imposimato révèle les liens entre Michele Sindona, la mafia sicilienne et la Famille Gambino aux États-Unis. Il est également impliqué dans l'assassinat le 11 juillet 1979 de l'avocat Giorgio Ambrosoli, liquidateur de sa holding, qui avait découvert ses malversations.
Il tente d'échapper à la justice en organisant en 1979 un faux enlèvement vers la Sicile avec l'aide de la mafia en l'imputant à des terroristes d'extrême gauche. A cette occasion, les magistrats milanais découvrent au printemps 1981 l'existence de la loge Propaganda Due.
L’affaire Sindona est la première enquête judiciaire à mettre en lumière les collusions entre le pouvoir italien et le crime organisé, mais l'enquête parlementaire minimise les responsabilités politiques dans ce scandale, notamment celles d’Andreotti, qui échappe de peu à une motion du Parti radical réclamant sa démission.
Michele Sindona est condamné à quinze ans de prison en 1985 pour faillite frauduleuse, et, en mars 1986, à la prison à vie comme commanditaire de cet assassinat. Les services du Vatican reconnaitront plus tard « avoir été dupés par cet imposteur » qui leur aurait fait perdre 267 millions de dollars. 
Incarcéré dans la prison de haute sécurité de Voghera, Sindona promet des révélations mais meurt mystérieusement empoisonné dans sa cellule avant de dire un mot (en absorbant un café contenant du cyanure).

## Filmographie
- Un eroe borghese. Michele Placido, avec F. Bentivoglio, M. Placido, Italie, (1995).